# Катастрофа DHC-5 под Либревилем
Катастрофа DHC-5 под Либревилем — авиационная катастрофа, которая произошла 27 апреля 1993 года примерно в 500 м от побережья города Либревиль, столицы Габона. Самолёт De Havilland Canada DHC-5D Buffalo, принадлежавший ВВС Замбии, следовал рейсом из города Лусака, столицы Замбии, в город Дакар, столицу Сенегала, намереваясь совершить несколько остановок в пути для техобслуживания. На борту находились 30 человек: 5 членов экипажа и 25 пассажиров. Большую часть пассажиров составляли игроки национальной сборной Замбии по футболу (18 человек), направлявшейся на матч отборочного цикла чемпионата мира 1994 года против сборной Сенегала. Помимо игроков, на борту находились тренерский штаб замбийской сборной (пять человек), президент футбольной ассоциации Замбии и один журналист.
Во время остановки самолёта в городе Либревиль были выявлены некие неполадки с левым двигателем, однако экипаж принял решение продолжить полёт. После вылета из Либревиля у самолёта вскоре отказал левый двигатель: пытаясь решить проблему, пилот по непонятным причинам выключил работоспособный правый двигатель. В 22:45 самолёт рухнул в воды Атлантического океана, в 500 м от габонского побережья. Все 30 человек, находившиеся на борту самолёта, погибли. Расследование катастрофы завершилось в 2003 году, когда был опубликован официальный отчёт. Согласно заключению экспертов, ошибка пилота могла быть вызвана двумя факторами: с одной стороны, из-за проблем с электроснабжением и плохой работы индикаторов пилот не смог верно определить, какой из двигателей отказал; с другой стороны, за день до рейса из Лусаки в Дакар пилот совершил перелёт с острова Маврикий в Лусаку, перевозя тех же игроков сборной на том же самолёте, что сказалось на его физическом состоянии. В то же время однозначного ответа на вопрос, что именно повлекло трагедию, так и не прозвучало.
Катастрофа неоднократно упоминалась в прессе как одна из наиболее известных катастроф, в которых погибали спортивные команды. Гибель целого ряда звёздных футболистов замбийской сборной стала общенациональной трагедией, и сборную пришлось комплектовать с нуля. Новый состав занял 2-е место в своей группе финального этапа отборочных матчей к чемпионату мира 1994 года и не прошёл в финальную часть, хотя через год дошёл до финала Кубка африканских наций. В 2012 году сборная Замбии впервые в истории выиграла Кубок африканских наций, обыграв в финале сборную Кот-д’Ивуара: по совпадению, финал Кубка состоялся именно в Либревиле. Свою победу замбийцы посвятили памяти жертв катастрофы 1993 года, посетив перед финалом место крушения и возложив цветы к берегу океана.

## Подготовка к рейсу

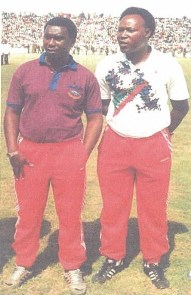
Годфри Читалу и Алекс Чола, тренеры сборной Замбии в 1993 году

В 1993 году сборная Замбии по футболу принимала участие в отборочном турнире чемпионата мира 1994 года, который проходил параллельно отборочным матчам Кубка африканских наций 1994 года. Опередив на первом этапе отбора на ЧМ-1994 сборные Мадагаскара и Намибии, замбийцы вышли во второй этап, попав в одну группу с Марокко и Сенегалом. Именно победитель этой группы выходил в финальный этап чемпионата мира 1994 года. Сборная Замбии считалась фаворитом отборочного цикла: в 1988 году она вышла в четвертьфинал Олимпиады в Сеуле, обыграв на групповом этапе Италию со счётом 4:0; в 1990 году заняла 3-е место на Кубке африканских наций, а в 1992 году вышла в четвертьфинал очередного розыгрыша Кубка африканских наций. На чемпионат мира 1990 года замбийцы не вышли, проиграв Тунису и упустив путёвку в заключительный раунд континентального отбора. По оценке современников, у этой сборной был потенциал не только для выхода на чемпионат мира 1994 года в США, но и для победы на Кубке африканских наций того же 1994 года.
25 апреля 1993 года сборная Замбии провела матч против Маврикия в рамках отбора на Кубок африканских наций в маврикийской столице Порт-Луи, который завершился победой Замбии со счётом 3:0. В этом матче хет-трик оформил Келвин Мутале. Следующий матч у сборной Замбии должен был состояться 30 апреля в гостях против Сенегала, и именно с этой встречи для Замбии начинался второй отборочный этап к чемпионату мира 1994 года. После игры против Маврикия Футбольная ассоциация Замбии обратилась к ВВС Замбии с просьбой предоставить им самолёт для перелёта, и те согласились. Замбийцы вынуждены были использовать самолёты ВВС для организации перелётов игроков на матчи из соображений экономии, поскольку у ассоциации не было денег даже на чартерный рейс, что было связано с бедственным положением национальной экономики. С 1991 года, после ухода Кеннета Каунды с поста президента страны и начала процедуры приватизации медных шахт произошло резкое сокращение расходов на развитие футбола в стране. Более того, в августе 1992 года, ещё до начала отбора к ЧМ-1994, от исполнения обязанностей были отстранены действовавший глава Футбольной ассоциации Замбии Джейбс Зулу и его помощник Уилфрид Монани после того, как исчезли деньги, заработанные замбийцами после серии матчей в Республике Корея.

## Самолёт
Делегации сборной Замбии по футболу для перелёта в Дакар был предоставлен двухмоторный самолёт ВВС Замбии De Havilland Canada DHC-5D Buffalo. Этот экземпляр с бортовым номером AF-319 использовался замбийскими ВВС с 7 сентября 1976 года. Самолёты типа DHC-5 были распространены в мире благодаря своей характеристике в качестве самолётов укороченного взлёта и посадки: по сравнению с другими самолётами подобного типа они преодолевали самое маленькое расстояние во время взлёта и во время посадки. Однако поскольку самолёт был военным, на его борту не было какого-либо бортового самописца.
Самолёт с бортовым номером AF-319 проходил сервисное обслуживание с 21 декабря 1992 года по 21 апреля 1993 года. Известно, что 22 и 26 апреля состоялись его очередные лётные испытания, причём 26 апреля дополнительно были проведены проверки A и B технического состояния данного самолёта. В результате последнего осмотра механиками были обнаружены ряд дефектов, среди которых были частицы углерода в двигателе, авиационной коробке передач и масляном фильтре; отсоединённые или неизолированные кабели, а также следы обширного теплового воздействия. От самих футболистов при этом часто поступали жалобы на используемые самолёты. Так, в декабре 1992 года команда Замбии отправилась на матч отборочного цикла чемпионата мира против Мадагаскара (они проиграли со счётом 0:2), и пилот настоял на том, чтобы все игроки на всякий случай надели спасательные жилеты. Борт вынужден был сесть на дозаправку в Малави, однако из-за споров по поводу оплаты услуг он простоял очень долго на взлётно-посадочной полосе, прежде чем снова подняться в воздух и отправиться в 5-часовой перелёт на Мадагаскар.
26 апреля самолёт вылетел из города Порт-Луи (столица Маврикия) и приземлился в замбийской столице Лусака, чтобы предоставить игрокам возможность переночевать. Перелёт в Дакар был назначен на 27 апреля. На пути были запланированы три остановки для отдыха экипажа и дозаправок — в Браззавиле (столица Республики Конго), Либревиле (столица Габона) и Абиджане (город в Кот-д’Ивуаре). Причиной подобных дозаправок было то, что самолёты типа DHC-5 были предназначены только для небольших по дальности перелётов. Изначально экипажу самолёта не собирались предоставлять разрешение войти в воздушное пространство Республики Конго. Во время полёта из Порт-Луи в Лусаку игрок Келвин Мутале, разговаривая с журналисткой Бьюти Лупия, иронично заметил, что если самолёт упадёт в воду, то хотя бы сможет сгодиться в качестве плавсредства. Журналистка упрекнула Келвина в язвительности, однако заметила, что самолёт действительно с большим трудом набирал высоту. По словам игрока Калуши Бвалии, некоторые футболисты, комментируя состояние самолёта и принимаемые меры безопасности, порой делали зловещие заявления о том, что «эта штука их когда-нибудь убьёт».

## Люди на борту
На борту самолёта находилось 30 человек: пять членов экипажа и 25 пассажиров. В экипаж входили военнослужащие ВВС Замбии. Среди пассажиров были 18 игроков футбольной сборной Замбии, два сотрудника тренерского штаба, врач сборной, три чиновника Футбольной ассоциации Замбии (в том числе её президент) и журналист.

### Экипаж
- Фентон Моне — командир экипажа, полковник ВВС Замбии[16]
- Виктор Мубанга — помощник командира, подполковник ВВС Замбии[13][15]
- Джеймс Сачика — штурман[15], подполковник ВВС Замбии[14]
- Эдвард Намботе — бортинженер[15], уоррент-офицер ВВС Замбии[14]
- Томсон Сакала — бортпроводник, капрал ВВС Замбии[13][15]

### Пассажиры
- Эффорд Чабала (вратарь)[16]
- Ричард Мванза[англ.] (вратарь)[14]
- Джон Соко[англ.] (защитник)[14]
- Уайтсон Чангве[англ.] (защитник)[14]
- Роберт Ватиякени[англ.] (защитник)[14]
- Кенан Симамбе[англ.] (защитник)[14]
- Уинтер Мумба[англ.] (защитник)[14]
- Сэмюэль Чомба[англ.] (защитник)[16]
- Эстон Муленга[англ.] (полузащитник)[8]
- Дерби Макинка (полузащитник)[17]
- Мозес Чиквалаквала[англ.] (полузащитник)[14]
- Виздом Чанса (полузащитник)[17]
- Намба Мвила[англ.] (полузащитник)[14]
- Годфри Кангва[англ.] (полузащитник)[14]
- Келвин Мутале[англ.] (нападающий)[8]
- Тимоти Мвитва[англ.] (нападающий)[14]
- Мозес Масува[англ.] (нападающий)[14]
- Патрик Банда[англ.] (нападающий)[8]
- Годфри Читалу (главный тренер)[16]
- Алекс Чола (тренер)[16]
- Майкл Мвапе (президент Футбольной ассоциации Замбии)[15][18]
- Уилсон Сакала (помощник тренера[14], исполнительный директор Футбольной ассоциации Замбии)[15]
- Нельсон Зимба (заместитель министра спорта Замбии)[15]
- Уилсон Мтонга (врач сборной)[16]
- Джозеф Бвалия Салим (журналист)[14]

### Лица, не попавшие на рейс
Несколько легионеров из сборной Замбии не попали на борт этого рейса, поскольку должны были добираться в Сенегал самостоятельно из европейских стран. В частности, среди этих игроков были Калуша Бвалия из нидерландского клуба ПСВ, Джонсон Бвалия из швейцарского «Бюля», Чарли Мусонда из бельгийского «Андерлехта» и Стоун Ньиренда из бельгийского «Изегема». Калуша Бвалия, согласно своему контракту с ПСВ, мог участвовать только в матчах сборной, проходивших в рамках отбора на чемпионат мира 1994 года, но не отбора на Кубок африканских наций, поэтому на рейс из Лусаки он не мог попасть. Мусонда в это время восстанавливался после травмы, и его участие в предстоящем матче было под вопросом.
На борт рейсане попали третий вратарь сборной Мартин Мвамба и полузащитник Эндрю Тембо, находившиеся в заявке на матч против Маврикия, но исключённые в последний момент из заявки на игру против Сенегала. Беннетт Мулванда Симфукве (англ. Bennett Mulwanda Simfukwe), сотрудник горнодобывающей компании ZCCM, который также работал и в Футбольной ассоциации Зимбабве, изначально должен был лететь именно этим рейсом, но по требованию ZCCM его исключили из списка пассажиров. Ещё одним человеком, не попавшим в список пассажиров рейса, был автор спортивной колонки в газете Zambia Daily Mail Голиаф Мунгонге, которого не отпустила на рейс жена.

## Роковой рейс
Взлёт борта AF-319 из Лусаки состоялся с шестичасовой задержкой: после 5-часового полёта машина приземлилась в Браззавиле, сделав первую остановку для обслуживания. В ходе осмотра механиками были обнаружены некие неполадки в левом двигателе самолёта, однако экипаж принял решение лететь дальше по заданному маршруту, несмотря на предупреждения со стороны механиков о том, что машина может не выдержать перелёт. Вторая остановка состоялась в Либревиле, где DHC-5 был дозаправлен: все процедуры в Либревиле заняли 1 час 45 минут. По словам министра транспорта Габона, самолёт прошёл все обычные стандартные проверки, прежде чем взлететь. В 22:44 по местному времени борт AF-319 поднялся в воздух, взлетев с полосы международного аэропорта Леон-Мба и готовясь лететь в направлении Абиджана: предполагалось, что команда переночует там, прежде чем вылететь в Дакар. Самолёт поднялся на высоту около 1800 м (6 тысяч футов).
Однако спустя мгновения после взлёта загорелся левый двигатель самолёта, что было связано, по мнению следствия, с неисправностью самого двигателя. Командир самолёта, пытаясь устранить возникшие неполадки, неожиданно выключил работавший правый двигатель. Согласно результатам официального расследования, на приборной доске плохо горела лампа индикатора, указывавшая на состояние двигателей, что не позволяло однозначно определить, в каком из двигателей зафиксированы неполадки. Следствие предполагало, что по этой причине пилот и выключил правый, исправный двигатель, однако ошибка могла быть вызвана ещё и тем, что пилот сильно устал после перелёта с Маврикия в Лусаку. После отключения электропитания второго двигателя самолёт лишился окончательно какой-либо тяги и стал снижаться. В 22:45 борт AF-319 рухнул в воды Атлантического океана примерно в 500 м от габонского побережья. Все 30 человек, находившиеся на борту, погибли.

## Реакция
С момента крушения самолёта и до официальных сообщений в замбийских СМИ прошло более 12 часов: чиновники всё это время пытались убедиться, что сообщения о крушении самолёта не были ошибкой. Вскоре вещание телеканалов и радиостанций в Замбии прервалось: были зачитаны официальные сообщения о крушении самолёта с игроками сборной. Новость о катастрофе стала шоком для всей страны и в особенности для родных и близких тех, кто находился на борту. Телеведущий Деннис Ливеве на протяжении 20 минут плакал в прямом эфире, зачитывая список членов экипажа и пассажиров. Президент Замбии Фредерик Чилуба находился с официальным визитом в Уганде, когда произошла трагедия. После того, как ему доложили о случившемся, он объявил общенациональный недельный траур и велел организовать похороны погибших с государственными почестями.
До игрока ПСВ Калуши Бвалии дозвонился казначей Футбольной ассоциации Замбии, который попросил игрока отложить полёт в Сенегал в связи с трагедией. Вскоре на его номер стали поступать многочисленные звонки от родных и близких, которые думали, что на борту самолёта находился и Калуша. В итоге игрок при первой же возможности вылетел в Лусаку для участия в церемонии прощания с погибшими. Чарльз Мусонда из-за травмы не мог прибыть в расположение команды и был этим крайне недоволен, однако, по словам его сына Чарли Мусонды-младшего, именно благодаря этой травме его отец в итоге остался в живых, не попав на злополучный рейс. Третий вратарь сборной Мартин Мвамба, исключённый из заявки на матч с Сенегалом и добиравшийся самостоятельно из Лусаки до своего дома в Китве, тоже пребывал в шоке от новостей о гибели команды: поскольку никто не знал, что Мвамбы не было на борту, у дома его родителей собралась толпа скорбевших людей, которая записала в погибшие и Мартина. Он утверждал, что трагедия нанесла ему тяжелейшую психологическую травму.
Власти Габона распорядились отправить военных для поиска тел погибших: было обнаружено 24 тела, из которых удалось опознать только 13. В процедуре опознания участвовал и вице-президент технического комитета Футбольной ассоциации Замбии Патрик Кангва. Вскоре были найдены все 30 тел, которые 1 мая 1993 года были доставлены самолётом из Либревиля в Лусаку. Прошло три часа, прежде чем тела погибших доставили из аэропорта Лусаки к стадиону Независимости, поскольку количество желавших проститься с ними было крайне велико. Гробы были выставлены вдоль всего футбольного поля, и каждый мог прийти на стадион, чтобы отдать дань памяти погибшим. 3 мая, в заключительный день траура, на переполненном стадионе выступил президент Фредерик Чилуба, зачитавший надгробную речь. Вокруг стадиона собрались ещё 100 тысяч человек, слушавшие выступление президента. Местная газета Daily Mail Zambia в статье «Герои упокоились с миром» (англ. Heroes Laid to Rest) утверждала, что в ходе церемонии прощания 130 человек упали в обморок, а ещё у двух женщин начались преждевременные роды.
Все 30 жертв крушения DHC-5 были похоронены на участке под названием «Акр героев» (англ. Heroes Acre), находящемся недалеко от стадиона Независимости. Там же был организован стихийный мемориал жертвам крушения: люди несли к могилам букеты цветов, похоронные венки и записки с выражением соболезнования и скорби. Со временем на этом участке была выставлена охрана, которая следила, чтобы местные дети не играли в футбол на «Акре героев».

## Расследование

### Ход расследования
Было начато совместное расследование при участии чиновников из Замбии, Габона и компании-производителя самолёта — канадской компании De Havilland. Однако оно шло очень медленно из-за напряжённых дипломатических отношений между Замбией и Габоном, которые ещё больше ухудшились после катастрофы. По словам журналиста Голиафа Мунгонге, не попавшего на этот рейс, в Замбии ежедневно возникали разные версии и слухи о том, что именно произошло в небе над Либревилем. Некоторые из жителей города утверждали, что видели в небе какой-то взрыв, а одна из женщин и вовсе настаивала, что видела, как в небе промелькнул «луч света», после чего прозвучали два взрыва. Её показания многие стали воспринимать как доказательство того, что самолёт мог быть сбит противовоздушной ракетой, якобы выпущенной габонскими военными. Отсутствие каких-либо самописцев на борту военного самолёта усложняло задачу следствию, к тому же Габон отказался опубликовать стенограмму переговоров экипажа с диспетчерами аэропорта. Обе стороны не только не стремились оплачивать расходы на следствие, но и пытались свалить вину в затягивании выяснения обстоятельств трагедии друг на друга. Основная ответственность за ход расследования легла на плечи сотрудников министерства обороны Габона.
Хотя в первые месяцы после катастрофы отсутствие какой-либо информации от замбийских властей можно было списать на эмоциональное состояние и общенациональный шок, со временем скорбь у замбийцев сменилась подозрением, поскольку они искренне хотели узнать правду о трагедии. Вопрос о выяснении причин трагедии был особенно важен ещё и потому, что в течение 10 лет до крушения под Либревилем в Замбии разбились три самолёта, схожие с летевшим в Дакар DHC-5, и эти катастрофы суммарно унесли жизни 32 человек. Изначально предполагалось, что к маю 1996 года будет опубликован отчёт об обстоятельствах катастрофы и причинах случившегося, однако поскольку добраться до места крушения самолёта было практически невозможно, о публикации материалов расследования не могло быть и речи. По словам журналиста Мунгонге, который после крушения немедленно отправился в Либревиль, часть фюзеляжа упала в 10 км от габонского побережья — там, где на морском дне находился очень плотный слой грязи. Следующей предполагаемой датой публикации отчёта должен был стать июнь 1997 года, однако и на этот раз никаких результатов не было представлено по причине больших затрат на подготовку всех документов и спорах по поводу оплаты услуг следователей, занимавшихся расследованием крушения. Поскольку не было представлено никакой информации даже о ходе расследования, замбийской общественностью активно обсуждались самые разные версии крушения, в том числе и версия об уничтожении самолёта габонскими военными.

### Требования от родственников
В марте 2002 года депутат парламента Замбии от оппозиции Саквиба Сикота, представлявший в суде интересы родственников жертв авиакатастрофы, в очередной раз потребовал от правительства представить отчёт о том, что именно произошло в небе над Либревилем и какова была причина катастрофы. Он заявил, что даже спустя 9 лет родственники погибших не могли узнать правду о катастрофе, а правительство «продолжает подвергать их пыткам», всячески откладывая момент публикации отчёта. Вице-президент Замбии Энох Кавинделе признал требования родственников логичными и справедливыми, но заявил, что публикация отчёта задерживается по вине габонской стороны, которая не закончила собственную часть расследования. Сами родственники погибших грозились подать на правительство в Международный суд ООН в случае отказа опубликовать отчёт. В частности, об этих намерениях заявил Эдмонд Мутале, отец погибшего в катастрофе Келвина Мутале, который при этом оговорился, что ещё вёл консультации с адвокатом по этому вопросу.
Параллельно ходу расследования семьи вели судебные тяжбы с правительством Замбии, требуя от него компенсацию за смерть их родных и близких в авиакатастрофе. В мае 2002 года Высокий суд Замбии постановил присудить всем родственникам погибших суммарную компенсацию в размере 4 миллионов долларов США. Расчёт суммы вёлся с использованием сложной формулы, в которой вычислялся потенциальный доход футболистов, если бы они остались в живых и не только продолжили карьеру игроков (до 32 лет), но и в дальнейшем работали бы тренерами (до 55 лет); аналогичный гипотетический доход был определён и для чиновников Футбольной ассоциации Замбии (так, предполагалось, что президент ассоциации Замбии Майкл Мвапе доработал бы до 65 лет). После постановления суда в правительстве выразили надежду на то, что требования родственников опубликовать информацию о ходе расследования после решения суда уже не будут такими жёсткими и категоричными после того, как суд присудил им денежную компенсацию.

### Отчёт об итогах расследования
26 апреля 2002 года президент Замбии Леви Мванаваса заявил, что его офис якобы получил отчёт о расследовании авиакатастрофы, но не привёл никаких подробностей. 28 ноября 2003 года, спустя 10 с половиной лет после катастрофы, вице-президент Замбии Неверс Мумба официально представил в парламенте Замбии окончательный отчёт об обстоятельствах крушения DHC-5 под Либревилем, в котором упоминались отказ двигателя как причина крушения и неисправность электрооборудования и усталость экипажа как факторы, которые повлекли за собой ошибку пилота и катастрофу. Он добавил, что правительство должно будет в дальнейшем выступить с официальным заявлением по поводу результатов расследования и что окончательные выводы расследования могут быть перепроверены по запросу правительства с привлечением соответствующих экспертов. В то же время родственники погибших были возмущены тем, что с момента крушения и до публикации результатов расследования прошло слишком много времени. Один из адвокатов, защищавших интересы семей жертв катастрофы, обвинил правительство Замбии в халатности, приведшей к трагедии (по его словам, халатностью было то, что военно-воздушные силы предоставили футбольной ассоциации неисправный самолёт). После публикации результатов расследования депутат парламента Замбии Саквива Сикота потребовал от правительства принести публичные извинения перед родственниками погибших и увеличить размер денежной компенсации. По словам журналиста Бенедикта Тембо, выплата компенсаций осуществлялась неравномерно, а руководители клубов и близкие жертв перессорились по поводу того, кому и какая доля причитается.
В 2005 году Пол Дарби, Мартин Джонс и Гэвин Меллор писали, что родственники жертв катастрофы продолжали требовать от властей провести подробное и объективное расследование. Считалось, что в представленном официальном отчёте так и не был дан точный и исчерпывающий ответ на вопрос о причинах трагедии. По мнению тех же авторов, одной из косвенных причин оказалось бедственное положение национальной экономики Замбии, которое привело к сокращению финансирования футбола в стране и урезанию расходов Футбольной ассоциации Замбии, которая не могла себе позволить даже чартерный рейс для игроков сборной. Авторы полагали, что если бы у федерации были средства на более безопасные перевозки, со сборной не произошла бы трагедия. Призывы в адрес властей опубликовать какой-либо официальный отчёт и обеспечить выплату родственникам погибших компенсацию не только за смерть родных и близких, но и за долгие годы ожидания расследования звучали от адвоката родственников погибших Джойс Чабала. Однако по состоянию на 2023 год властями Замбии так и не был представлен отчёт с комментариями официальных результатов расследования, что создало почву для обсуждения альтернативных версий крушения самолёта. Согласно одной из таких версий, пилот мог выключить не тот двигатель, поскольку находился в состоянии паники.

## Последствия

### Увековечивание памяти

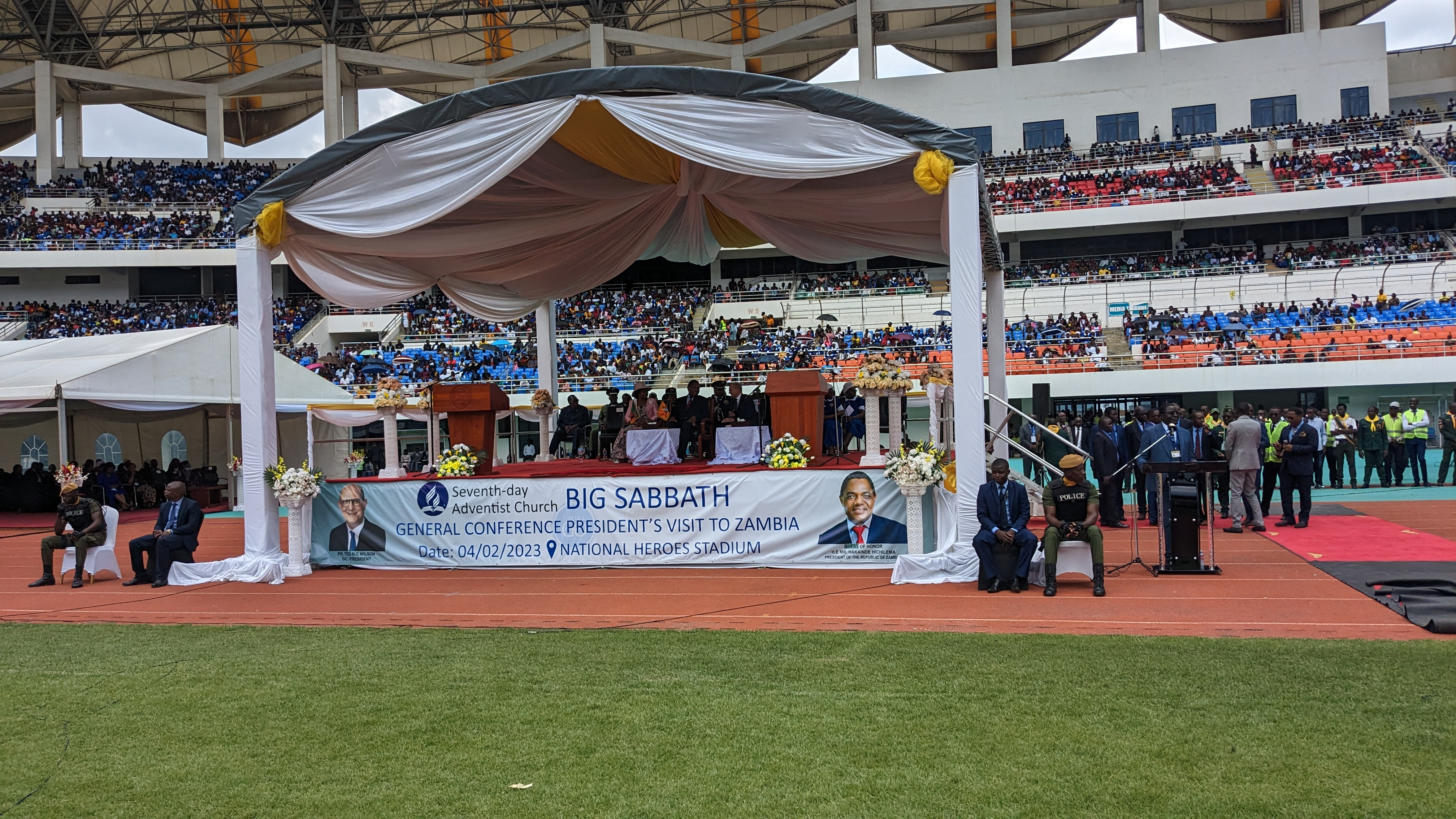
Стадион Национальных героев в 2023 году

Один из стадионов в Лусаке позже получил название «Стадион Национальных героев» в память о жертвах авиакатастрофы под Либревилем. Эта арена находится недалеко от стадиона Независимости и Мемориального парка Национальных героев, который тоже был назван в память жертв катастрофы. Однако после церемонии прощания и проведении поминальной службы по погибшим игрокам замбийское правительство и Футбольная ассоциация Замбии заявили, что в дальнейшем они не собираются финансировать какие-либо проекты по увековечиванию памяти погибших. В частности, министр спорта Глэдис Ньиронго заявила, что это финансирование не входит в прямые обязанности правительства. Отказ мог быть объяснён бедственным положением национальной экономики, но родственники расценили нежелание правительства и футбольной ассоциации участвовать в этом как оскорбление памяти жертв катастрофы. Обязанности по финансированию этих мероприятий взяла на себя Ассоциация футбольных фанатов «Чиполополо» (англ. Chipolopolo Soccer Fans Association). В дальнейшем правительство взяло на себя ответственность за оказание финансовой помощи родственникам погибших, а в 15-ю годовщину трагедии заместитель министра спорта Ричард Таимба напомнил, что эта политика будет продолжаться и в дальнейшем.
Крушение самолёта под Либревилем неоднократно упоминалось прессой в списке наиболее известных катастроф, в результате которых погибали целые команды или национальные сборные по игровым видам спорта. Ежегодно в годовщину трагедии в Замбии проводятся памятные мероприятия на «Геройском акре», у стадиона Независимости в Лусаке. В 2017 году журналист издания Zambia Daily Mail Бенедикт Тембо заявил, что действовавший масштаб памятных мероприятий недостаточен и для увековечивания памяти жертв было бы важно предпринимать намного больше усилий и проводить намного больше мероприятий. В частности, среди предложенных им идей фигурировал ежегодный благотворительный матч со сбором средств в помощь вдовам и детям погибших игроков.

### Обновление сборной и её последующие выступления
Несмотря на авиакатастрофу и гибель целого поколения звёздных игроков, о снятии сборной Замбии с турнира не было и речи. Дальнейшей подготовкой команды занялись датчанин Роальд Поульсен и шотландец Иан Портерфилд, которым пришлось создавать сборную буквально с нуля. Большая часть игроков, которая была вызвана тренерским дуэтом для сборов, не имела никакого опыта выступлений игры за сборную. Среди приглашённых в тренерский штаб был и известный замбийский игрок и тренер Фредди Мвила, который, с его слов, прекрасно знал большинство приглашённых в команду, поскольку некогда сам тренировал их. Из собранных Мвилой игроков после длительных тренировок осталось 30 игроков, которые должны были стать костяком новой сборной. Для сбора средств на нужды команды были проведены несколько благотворительных матчей, доходы от продажи билетов на которые пошли на нужды сборной. Финансовую помощь Замбии оказывали разные страны мира, предлагая свои тренировочные поля для сборов, и тренерский штаб принял решение провести учебно-тренировочные сборы в Дании. Примерно через три недели после катастрофы представители МИД Замбии и Датского футбольного союза дозвонились до Калуши Бвалии и попросили его принять участие в этом сборе, на что он ответил согласием. На тот сбор явились не все: Мартин Мвамба был настолько потрясён трагедией, что даже сбежал из гостиницы ещё в Замбии, поскольку боялся, что с ним может случиться та же трагедия. Впрочем, позже он всё-таки вернулся в сборную. Те игроки, которые явились на сбор, отправились на 6 недель в Данию, где замбийская сборная провела серию матчей против датских клубов из разных датских лиг. По словам Калуши Бвалии, около трёх четвертей участников сбора ему не были знакомы вообще.
Матч против Сенегала был перенесён на более поздний срок из соображений безопасности, а уже 4 июля 1993 года состоялся матч против сборной Марокко на стадионе Независимости в Лусаке. На стадион команда прибыла на автобусе, который ехал позади большого полицейского кортежа, сопровождавшего президента страны. Спустя девять недель после катастрофы Калуша Бвалия, Джонсон Бвалия и ещё девять дебютантов сборной вышли на поле стадиона Независимости, а сам матч начался с минуты молчания в память о жертвах авиакатастрофы. Некоторые из болельщиков на стадионе глядели в сторону кладбища, где были похоронены погибшие футболисты, и выкрикивали их имена. В том матче Замбия, пропустив первой, сумела победить со счётом 2:1: голы забили Калуша и Джонсон. На матче присутствовало 50 тысяч зрителей, которые не сдерживали слёз при виде сборной своей страны. Победа Замбии расценивалась болельщиками как начало новой эры в истории не только их футбола, но и их родины в целом: имена игроков новой сборной стали известны на всю страну.
Замбийцы позже сыграли в гостях с Сенегалом вничью, а 26 сентября в домашнем матче на стадионе Независимости разгромили его со счётом 4:0. Ситуация в турнирной таблице была такова, что в заключительном матче отборочного цикла против Марокко, который был запланирован на 10 октября, их устраивала не только победа, но и даже ничья. Однако замбийцы в итоге проиграли марокканцам 0:1 и не попали на чемпионат мира, куда поехала именно сборная Марокко. По совпадению, эту игру судил арбитр из Габона Жан-Фидель Дирамба, судейство которого вызвало многочисленные возмущения со стороны замбийских игроков и болельщиков. В речи замбийцев слово «gabon» стало использоваться при описании чего-то недостойного или позорного, а газета Times of Zambia заявила об игре против Марокко и судействе Дирамба следующее:

Намёки в адрес Габона будут и дальше лететь, покуда живы в памяти замбийцев воспоминания о катастрофе, о разочарованных искателях и о циничной, почти триумфальной ухмылке судьи по фамилии Дирамба.
Оригинальный текст (англ.)Innuendoes against Gabon will continue to fly for as long as memories of the crash, the frustrated searchers, the cynical, almost triumphant grin of a referee named Diramba linger on in the Zambian mind.

В то же время сборная Замбии успешно вышла в финальную часть розыгрыша Кубка африканских наций 1994 года, обыграв в отборочном цикле дома со счётом 3:0 сборную ЮАР и сыграв вничью в гостях против Зимбабве со счётом 1:1. На самом Кубке, состоявшемся через год, сборная Замбии преодолела групповой этап, опередив сборные Кот-д’Ивуара и Сьерра-Леоне, хотя забила всего один гол в двух встречах. В четвертьфинале они обыграли сборную Сенегала со счётом 1:0. Из-за травмы основного вратаря Джеймса Фири ворота сборной в полуфинальном матче против Мали защищал Мартин Мвамба, а замбийцы тогда одержали победу со счётом 4:0. В финале Кубка против Нигерии замбийцы открыли счёт уже на 3-й минуте благодаря голу Элайджи Литана, но уступили в итоге звёздному противнику со счётом 1:2, пропустив два гола от Эммануэля Амунеке. Как позже рассказывал Калуша Бвалия, до финала Кубка замбийцы дошли на эмоциональном подъёме, который испытывали благодаря поддержке не только от болельщиков своей страны, но и всего континента, который сочувствовал команде, пережившей год тому назад трагедию.

### Кубок африканских наций 2012 года

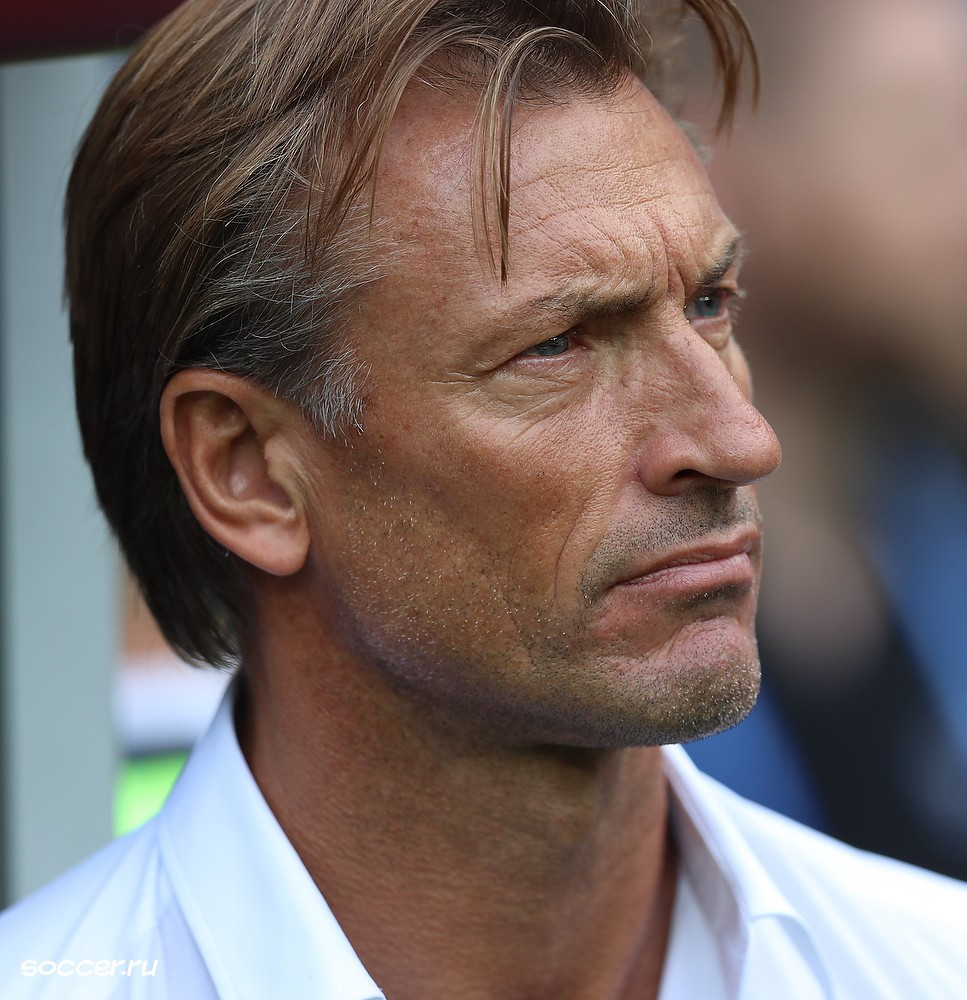
Эрве Ренар, тренер сборной Замбии

В 2012 году сборная Замбии принимала участие в Кубке африканских наций, который ознаменовался рядом совпадений — турнир проходил в Габоне и Экваториальной Гвинее, а финальный матч должен был пройти как раз в Либревиле, недалеко от которого и произошла катастрофа. 21 января 2012 года сборная Замбии вышла на поле против Сенегала — сборной страны, на матч с которой и направлялись игроки сборной в 1993 году на том роковом рейсе. На самом турнире замбийская сборная вышла впервые с 1994 года в финал, обыграв в полуфинале сборную Ганы, одного из фаворитов турнира, а противником замбийцев по финалу стал ещё один из фаворитов — сборная Кот-д’Ивуара. Незадолго до финального матча игроки, члены тренерского штаба сборной Замбии и члены официальной замбийской делегации во главе с Калушой Бвалия, занимавшим тогда пост президента Футбольной ассоциации Замбии, посетили место крушения. Исполнив замбийскую поминальную песню, игроки возложили к морю 30 цветов по числу погибших в катастрофе. По словам игрока той сборной Чисамбы Лунгу, и раньше все замбийские футбольные клубы ежегодно ездили к морю возлагать цветы в память погибших, но замбийская сборная в феврале 2012 года впервые решилась посетить то самое место, где упал самолёт. Цветы игроки возложили на точке, ближайшей к месту крушения самолёта.
Основное и дополнительное время финального матча завершилось со счётом 0:0, причём игрок ивуарийской сборной Дидье Дрогба по ходу матча не забил пенальти. Замбия в серии пенальти одержала победу над Кот-д’Ивуаром со счётом 8:7 и впервые в истории выиграла Кубок африканских наций, посвятив победу погибшим в авиакатастрофе 1993 года. При этом в финале габонские болельщики активно поддерживали сборную Замбии, а на трибунах некоторые из фанатов держали большой лист бумаги с надписью «В память о 93-м. Вы играете дома» (англ. In memory of 93. You are playing at home). Пресса и участники матча неоднократно говорили о символичности победы Замбии в Габоне, которая с учётом контекста могла быть «предначертана свыше». В частности, тренер победителей Эрве Ренар говорил, что его команда на том турнире играла «в память погибших игроков, ради Калуши Бвалии и во имя народа Замбии», а подобного настроя он прежде не встречал ни у одной из команд, которую когда-либо тренировал.
В 2015 году вышел испано-замбийский документальный фильм «Восемнадцать» (англ. Eighteam, режиссёр Хуан Родригес-Брисо) об истории сборной Замбии конца 1980-х — начала 1990-х годов и о победе на Кубке африканских наций 2012 года. Название фильма представляет собой слово-бумажник, составленное из слов «eighteen» (восемнадцать) и «team» (команда), которое является не просто игрой слов, но и важнейшим символом — на борту злополучного рейса находились 18 футболистов сборной Замбии; финал Кубка африканских наций 2012 года состоялся спустя 18 полных лет после авиакатастрофы под Либревилем (игра была 12 февраля 2012 года, а 19-я годовщина трагедии отмечалась 27 апреля 2012 года); в послематчевой серии пенальти было нанесено 18 ударов с 11-метровой отметки.

## Комментарии
1. ↑  «Чиполополо» — прозвище сборной Замбии, в переводе с языка ньянджа означающее «сильный, непобедимый»[20], но может переводиться и как «медные пули»[6][2].